# Заболотье (Осиповичский район)
За́боло́тье (бел. За́балацце, бел. Забало́цце) — агрогородок в составе Протасевичского сельсовета Осиповичского района Могилёвской области Белоруссии.

## Этимология названия
Термин «Заболотье» является названием-ориентиром и обозначает поселение, находящееся за болотом.

## Географическое положение
Агрогородок расположен в 4 км на запад от Осиповичей, в 6 км от ж/д станции Осиповичи и в 137 км от Могилёва. Транспортные связи обеспечивает автодорога Осиповичи — Шищицы. На северо-восток от агрогородка пролегает железная дорога. На севере к населённому пункту примыкает лес.
При Т-образной планировке в Заболотье преобладает деревянная застройка усадебного типа. Местом размещения для общественных зданий, парка и производственного сектора была выбрана северо-восточная окраина агрогородка.

## История
В письменных источниках Заболотье упоминается с XVII века. В 1692 году агрогородок представлял собой присёлок, который входил в состав имения Глуск Минского воеводства. Через некоторое время Заболотье стало числиться уже в составе имения Протасевичи, принадлежавшего Д. Радзивиллу. После второго раздела Речи Посполитой в 1793 году селение вошло в состав Российской империи. В 1840 году Заболотье упоминается в составе имения Протасевичи Бобруйского уезда Минской губернии, представлявшего собой владения князя Витгенштейна, а уже в 1860 году становится центром этого имения.
В феврале — ноябре 1918 года Заболотье было оккупировано германскими войсками; с августа 1919 года до июля 1920 года — польскими. Колхоз «Красная свобода» был создан здесь в 1930 году.
Во время Великой Отечественной войны Заболотье было оккупировано немецко-фашистскими войсками с конца июня 1941 года по 29 июня 1944 года. На фронте и при партизанской деятельности погибло 30 жителей. Кроме того, жительница селения Пелагея Тарасовна Козловская, будучи партизанской связной, занималась сбором информации про противника и сумела сберечь знамя одной из частей Красной Армии. Результатом последовавшего в феврале 1943 года ареста стали пытки и казнь через повешение на рыночной площади в Осиповичах. Именем Козловской, похороненной в Заболотье, названа улица в Осиповичах; на могиле в 1951 году установили обелиск.
В Заболотье, по данным 2008, года находились мастерские по ремонту сельскохозяйственной техники, столовая и АТС. Населённый пункт является центром КСУП «Протасевичи».

## Население
- 1692 год — 23 дыма[1]
- 1787 год — 11 дымов[1]
- 1840 год — 91 человек, 13 дворов[1]
- 1860 год — 238 человек, 29 дворов[1]
- 1897 год — 255 человек, 38 дворов[1]
- 1907 год — 303 человека, 56 дворов[1]
- 1917 год — 387 человек, 69 дворов[1]
- 1926 год — 372 человека, 73 двора[1]
- 1959 год — 481 человек[1]
- 1970 год — 429 человек[1]
- 1986 год — 286 человек, 118 хозяйств[1]
- 2002 год — 357 человек, 128 хозяйств[1]
- 2007 год — 352 человека, 123 хозяйства[1]

## Комментарии
1. ↑  Названия и ударение даны по: Назвы населеных пунктаў Рэспублікі Беларусь: Магілёўская вобласць: нарматыўны даведнік / І. А. Гапоненка і інш.; пад рэд. В. П. Лемцюговай. — Минск: Тэхналогія, 2007. — С. 66, 67. — 406 с. — ISBN 978-985-458-159-0.